# Gent de Merda
Gent de Merda es un pódcast en lengua catalana creado en noviembre del año 2019 por las periodistas Clàudia Rius, Paula Carreras, Rita Roig y la violonchelista Ofèlia Carbonell Torrents. Aunque empezaron de forma independiente, desde el inicio de la segunda temporada emiten desde Radio Primavera Sound.

## Historia
El pódcast tiene como eje principal las preocupaciones de los milenials y suele partir de una entrevista distendida de las cuatro presentadoras a una persona invitada. La voluntad inicial del proyecto era reproducir una conversación de bar entre cuatro amigas. Aunque todo gira en torno al formato entrevista, el programa se divide en diferentes secciones tituladas 'L'stalkejada a la cara', 'Remena Filomena' y 'Decisions de merda'.
La sintonía de inicio del programa es la canción «Millor» del grupo Rombo y la voz en off es del cantante de Mishima David Carabén.
Entre las personas que han pasado por el programa como invitadas están la cantante Núria Graham, Guillem Gisbert vocalista de Manel, la abogada Carla Vall i Duran, el humorista Joel Díaz, la presentadora de programas del corazón Laura Fa, la presentadora y humorista Elisenda Carod o la influencer Juliana Canet, entre otros.

## Reconocimientos
En mayo de 2023, Gent de Merda fue galardonado como el mejor pódcast en catalán en la segunda edición de los Premis Sonor, que otorgan el portal web (La mira) y la asociación Xarxa Digital Catalana con la colaboración de Catalunya Ràdio.